# صندوق الاستثمار المشترك
صندوق الاستثمار المشترك هو صندوق مالي يجمع أموال العديد من المستثمرين للاستثمار في مجموعة متنوعة من الأوراق المالية مثل الأسهم والسندات. يُدار هذا الصندوق من قبل مجموعة من المتخصصين في الاستثمار، ويتميز عادةً بانخفاض تكلفته وتنوع مكوناته، مما يساعد على تقليل المخاطر المرتبطة بالاستثمار.
يوفّر هذا النوع من الصناديق فرصة للمستثمرين للدخول إلى الأسواق المالية بمبالغ صغيرة نسبيًا، مع إمكانية اختيار القطاعات التي يرغبون في الاستثمار فيها، ما يجعله خيارًا جذابًا للأفراد الذين لا يمتلكون الخبرة أو الموارد لإدارة محافظهم بأنفسهم.
يُستخدم مصطلح "صندوق الاستثمار المشترك" غالبًا في الولايات المتحدة وكندا والهند، بينما تُعرف الهياكل المماثلة في مناطق أخرى بأسماء مختلفة، مثل شركة SICAV (شركة استثمار برأس مال متغير) في أوروبا، وشركة الاستثمار المفتوحة (OEIC) في المملكة المتحدة.
غالبًا ما تُصنَّف صناديق الاستثمار المشتركة بناءً على نوع استثماراتها الأساسية، مثل: صناديق سوق النقد، أو صناديق السندات (الدخل الثابت)، أو صناديق الأسهم، أو الصناديق الهجينة.
كما يمكن تصنيفها إلى صناديق مؤشرات، وهي صناديق تُدار بشكل سلبي وتتبع أداء مؤشرات مثل مؤشرات سوق الأسهم أو السندات، أو صناديق تُدار بنشاط، وهي تسعى إلى التفوق على مؤشرات السوق لكنها تفرض رسومًا أعلى عادةً.
تشمل الهياكل الأساسية لصناديق الاستثمار المشتركة: الصناديق المفتوحة، والصناديق المغلقة، وصناديق الاستثمار الوحدوية.
وعلى المدى الطويل، تُظهر الصناديق المُدارة بشكل سلبي أداءً أفضل باستمرار مقارنة بالصناديق المُدارة بنشاط.
يتم شراء أو بيع صناديق الاستثمار المفتوحة مباشرة من الجهة المُصدِرة بالقيمة الصافية للأصول لكل سهم (NAV) في نهاية يوم التداول الذي تم فيه تقديم الطلب، بشرط أن يُقدَّم الطلب خلال المهلة المحددة قبل إغلاق السوق.
يمكن للمستثمرين تداول هذه الصناديق مباشرة مع الجهة المُصدِرة، وليس في البورصات.
تتمتع صناديق الاستثمار المشتركة بمزايا وعيوب مقارنةً بالاستثمار المباشر في الأوراق المالية الفردية. وتشمل أبرز المزايا: وفورات الحجم، والتنويع، والسيولة، والإدارة الاحترافية.
وكما هو الحال مع غيرها من أدوات الاستثمار، فإن الاستثمار في صناديق الاستثمار المشتركة ينطوي على رسوم ونفقات متنوعة.
تخضع صناديق الاستثمار المشتركة لتنظيم من قبل هيئات حكومية، ويُطلب منها الإفصاح عن معلومات تشمل الأداء، والمقارنة مع المؤشرات المرجعية، والرسوم المفروضة، والأوراق المالية التي يحتفظ بها الصندوق.
وقد يحتوي صندوق الاستثمار المشترك الواحد على عدة فئات من الأسهم، حيث يدفع المستثمرون الأكبر حجمًا رسومًا أقل مقابل فئات معينة.
لا يُشار عادةً إلى صناديق التحوط وصناديق التداول في البورصة بصفتها صناديق استثمار مشترك، إذ يستهدف كل منها فئة مختلفة من المستثمرين؛ حيث تقتصر صناديق التحوط على الأفراد ذوي الثروات العالية فقط.

## حجم السوق
في نهاية عام 2020، بلغت قيمة أصول صناديق الاستثمار المشتركة المفتوحة على مستوى العالم 63.1 تريليون دولار أمريكي.
وتضم الدول التي تمتلك أكبر صناعات لصناديق الاستثمار المشترك ما يلي:
1. الولايات المتحدة: 23.9 تريليون دولار
2. أستراليا: 5.3 تريليون دولار
3. أيرلندا: 3.4 تريليون دولار
4. ألمانيا: 2.5 تريليون دولار
5. لوكسمبورغ: 2.2 تريليون دولار
6. فرنسا: 2.2 تريليون دولار
7. اليابان: 2.1 تريليون دولار
8. كندا: 1.9 تريليون دولار
9. المملكة المتحدة: 1.9 تريليون دولار
10. الصين: 1.4 تريليون دولار

في نهاية عام 2019، تم استثمار نحو 23٪ من الأصول المالية للأسر في صناديق الاستثمار المشتركة. كما شكّلت صناديق الاستثمار المشتركة ما يقرب من 50٪ من الأصول المحتفظ بها في حسابات التقاعد الفردية، وخطط التقاعد من نوع 401(k)، وغيرها من خطط التقاعد المماثلة.
تُعدّ لوكسمبورغ وأيرلندا الدولتين الرئيسيتين لتسجيل صناديق UCITS، ويجوز بيع هذه الصناديق في جميع أنحاء الاتحاد الأوروبي، وكذلك في الدول الأخرى التي تبنّت أنظمة الاعتراف المتبادل..

## التاريخ

### النشأة الأولى
تم إنشاء أول صناديق الاستثمار الحديثة، والتي تُعدّ سلفًا لصناديق الاستثمار المشتركة، في الجمهورية الهولندية. واستجابةً للأزمة المالية في عامي 1772–1773، أسّس رجل الأعمال المقيم في أمستردام، أبراهام (أو أدريان) فان كيتويتش، صندوقًا باسم Eendragt Maakt Magt ("الوحدة تصنع القوة"). وكان هدفه إتاحة الفرصة أمام صغار المستثمرين لتنويع استثماراتهم.
يُعتبر صندوق الاستثمار الأمريكي الاسكتلندي، الذي تأسس عام 1873، أول صندوق استثماري في المملكة المتحدة، وهو "السلف الأكثر وضوحًا" لصناديق الاستثمار المشتركة، حسبما ذكرت ديانا ب. هنريكس.
كانت شركة Boston Personal Property Trust واحدة من أقدم شركات الاستثمار في الولايات المتحدة، والتي تشبه صناديق الاستثمار المشتركة الحديثة، وقد تأسست عام 1893. ومع ذلك، كان هدفها الأصلي إيجاد حل بديل لقانون ماساتشوستس الذي يقيّد ملكية الشركات للعقارات بدلاً من الاستثمار. كانت صناديق الاستثمار الأمريكية المبكرة، في الغالب، صناديق مغلقة ذات عدد ثابت من الأسهم، والتي غالبًا ما تم تداولها بأسعار أعلى من القيمة الصافية لأصول المحفظة. تم تأسيس أول صندوق استثمار مشترك مفتوح النهاية بأسهم قابلة للاسترداد في 21 مارس 1924، باسم Massachusetts Investors Trust، والذي لا يزال موجودًا حتى اليوم وتديره شركة MFS Investment Management.
في الولايات المتحدة، كان عدد الصناديق المغلقة في عام 1929 يقارب ستة أضعاف عدد صناديق الاستثمار المشتركة.
بعد انهيار وول ستريت عام 1929، أقر الكونجرس الأمريكي مجموعة من القوانين التي تنظم أسواق الأوراق المالية بشكل عام، وصناديق الاستثمار المشتركة بشكل خاص.
- ينص قانون الأوراق المالية لعام 1933 على وجوب تسجيل جميع الاستثمارات المعروضة للبيع للجمهور، بما في ذلك صناديق الاستثمار المشتركة، لدى لجنة الأوراق المالية والبورصات، وتزويد المستثمرين المحتملين بنسخة من نشرة الاكتتاب التي تحتوي على المعلومات الأساسية حول الاستثمار.
- ينص قانون بورصة الأوراق المالية لعام 1934 على أن تقوم الجهات المصدرة للأوراق المالية، بما في ذلك صناديق الاستثمار المشتركة، بتقديم تقارير منتظمة إلى مستثمريها. كما أدى هذا القانون إلى إنشاء لجنة الأوراق المالية والبورصات، وهي الجهة التنظيمية الرئيسية المسؤولة عن صناديق الاستثمار المشتركة
- أنشأ قانون الإيرادات لعام 1936 المبادئ التوجيهية لفرض الضرائب على صناديق الاستثمار المشتركة. وقد سمح هذا القانون بمعاملة صناديق الاستثمار المشتركة ككيانات متدفقة (pass-through entities) ، حيث يُمرر الدخل إلى المستثمرين الذين يتحملون مسؤولية دفع الضريبة على هذا الدخل.
- سن قانون شركة الاستثمار لعام 1940 قواعد خاصة لتنظيم صناديق الاستثمار المشتركة

شجعت هذه اللوائح الجديدة على تطوير صناديق الاستثمار المشتركة المفتوحة (على عكس الصناديق المغلقة).
في عام 1936، كان حجم صناعة صناديق الاستثمار المشتركة في الولايات المتحدة أقل بنحو النصف مقارنة بصناديق الاستثمار المغلقة. ومع ذلك، نمت صناديق الاستثمار المشتركة لتصبح ضعف حجم صناديق الاستثمار المغلقة بحلول عام 1947، وتسارع النمو ليصل إلى عشرة أضعاف بحلول عام 1959. من حيث القيمة بالدولار، بلغ إجمالي أصول صناديق الاستثمار المشتركة في الولايات المتحدة 2 مليار دولار في عام 1950، وحوالي 17 مليار دولار في عام 1960. وقد ساهم إدخال صناديق سوق المال في بيئة أسعار الفائدة المرتفعة في أواخر سبعينيات القرن العشرين في تعزيز نمو الصناعة بشكل كبير.
ظهرت صناديق المؤشرات بالتجزئة لأول مرة في أوائل سبعينيات القرن العشرين، بهدف تحقيق عوائد السوق الإجمالية بدلاً من إجراء تحليل مفصل لكل شركة على حدة كما كانت تفعل الصناديق السابقة. قدم ريكس سينكفيلد أول صندوق مؤشر S&P 500 للجمهور العام بدءًا من عام 1973، أثناء عمله في البنك الوطني الأمريكي في شيكاغو. وبلغ إجمالي أصول صندوق سينكفيلد 12 مليار دولار بعد سبع سنوات من إطلاقه. كما بدأ جون "ماك" ماكوين أيضًا صندوق مؤشرات في عام 1973، لكنه كان جزءًا من صندوق معاشات تقاعدية كبير تديره شركة ويلز فارجو ولم يكن متاحًا لعامة الناس. بالإضافة إلى ذلك، عرضت شركة Batterymarch Financial، وهي شركة صغيرة في بوسطن كان يعمل بها جيريمي جرانثام آنذاك، صناديق المؤشرات بدءًا من عام 1973، لكن المفهوم كان ثوريًا جدًا لدرجة أنهم لم يتمكنوا من جذب عملاء مستمرين لأكثر من عام. كان جون بوجل من الرواد الآخرين في مجال صناديق المؤشرات، حيث أسس أول صندوق استثمار مؤشرات في عام 1976 من خلال مجموعة فانجارد؛ ويُعرف الآن باسم "صندوق مؤشر فانجارد 500"، وهو أحد أكبر صناديق الاستثمار المشتركة.
في أوائل ثمانينيات القرن العشرين، شهدت صناعة صناديق الاستثمار المشتركة فترة نمو ملحوظة. ووفقًا لروبرت بوزين وتيريزا هاماشر، كان هذا النمو نتيجة لثلاثة عوامل:
1. سوق صاعدة لكل من الأسهم والسندات،
2. طرح منتجات جديدة (بما في ذلك الصناديق القائمة على السندات البلدية، وقطاعات صناعية متنوعة، وصناديق دولية، وصناديق ذات تاريخ استهداف محدد)،
3. توسيع قنوات توزيع الأسهم، ومن بين هذه القنوات الجديدة كانت خطط التقاعد. أصبحت صناديق الاستثمار المشتركة الخيار الاستثماري المفضل في أنواع معينة من خطط التقاعد، لا سيما 401(k)، وخطط المساهمة المحددة الأخرى، وكذلك حسابات التقاعد الفردية (IRAs)، التي شهدت زيادة كبيرة في شعبيتها خلال الثمانينيات.[24]

شهد عام 2003 فضيحة تتعلق بصناديق الاستثمار المشتركة تمثلت في معاملة غير متساوية بين مساهمي الصناديق، حيث سمحت بعض شركات إدارة الصناديق للمستثمرين المفضلين بالمشاركة في التداول المتأخر أو توقيت السوق المحظور. وقد كشف عن هذه الفضيحة المدعي العام السابق لنيويورك إليوت سبيتزر، مما أدى إلى تشديد الرقابة والتنظيم.
في دراسة أجريت عام 2007 حول صناديق الاستثمار المشتركة الألمانية، وجد يوهانس جومولكا ورالف جاسني أدلة إحصائية على وجود تحكيم غير قانوني في المنطقة الزمنية في تداول صناديق الاستثمار المشتركة الألمانية. وعلى الرغم من إبلاغ الجهات التنظيمية بهذه النتائج، إلا أن هيئة الرقابة المالية الألمانية (BaFin) لم تصدر أي تعليق رسمي بشأن هذه النتائج.

## الخصائص
مثل غيرها من أنواع صناديق الاستثمار، تتمتع صناديق الاستثمار المشتركة بمزايا وعيوب مقارنة بالهياكل البديلة أو بالاستثمار المباشر في الأوراق المالية الفردية. ووفقًا لما أورده روبرت بوزين وتيريزا هاماشر، فإن أبرز هذه النقاط هي:

### المزايا
- زيادة فرص التنويع: يقوم الصندوق بتنويع استثماراته من خلال الاحتفاظ بعدد كبير من الأوراق المالية، مما يساهم في تقليل المخاطر
- السيولة اليومية: في الولايات المتحدة، يمكن استرداد أسهم صناديق الاستثمار المشترك بقيمتها الصافية للأصول خلال سبعة أيام كحد أقصى، إلا أن عملية الاسترداد غالبًا ما تتم بسرعة أكبر في الواقع. ومع ذلك، قد تؤدي هذه السيولة إلى عدم تطابق بين الأصول والخصوم، وهو ما دفع هيئة الأوراق المالية والبورصات إلى إصدار قاعدة خاصة بإدارة السيولة في عام 2016[26]
- إدارة احترافية للاستثمارات: تعيّن الصناديق المفتوحة والمغلقة مديري محافظ محترفين للإشراف على استثمارات الصندوق.
- إمكانية الوصول إلى استثمارات حصرية: تتيح هذه الصناديق للمستثمرين الأفراد المشاركة في استثمارات قد تكون متاحة فقط للمستثمرين الكبار، مثل الأسواق الأجنبية.
- الخدمات والراحة: غالبًا ما توفر صناديق الاستثمار المشترك خدمات إضافية مثل إمكانية كتابة الشيكات.
- الرقابة الحكومية: تخضع صناديق الاستثمار المشترك لرقابة تنظيمية من قبل جهات حكومية.
- الشفافية وسهولة المقارنة: تلتزم جميع صناديق الاستثمار المشترك بتقديم نفس نوع المعلومات للمستثمرين، مما يسهل المقارنة بينها.[24]

### العيوب
لدى صناديق الاستثمار المشتركة أيضًا عيوب، والتي تشمل:
- مصاريف
- سيطرة أقل على توقيت الاعتراف بالأرباح
- دخل أقل قابلية للتنبؤ
- لا توجد فرصة للتخصيص [24]

## التنظيم وآلية العمل

### الولايات المتحدة
في الولايات المتحدة، تشمل القوانين الرئيسية التي تنظم صناديق الاستثمار المشتركة ما يلي:
- قانون الأوراق المالية لعام 1933: ينص هذا القانون على ضرورة تسجيل جميع الاستثمارات المباعة للجمهور — بما في ذلك صناديق الاستثمار المشتركة — لدى هيئة الأوراق المالية والبورصات (SEC)، كما يُلزم بتزويد المستثمرين المحتملين بنشرة اكتتاب تتضمن معلومات أساسية عن الاستثمار..
- قانون بورصة الأوراق المالية لعام 1934: يُلزم هذا القانون الجهات المصدرة للأوراق المالية، بما فيها صناديق الاستثمار المشتركة، بتقديم تقارير دورية إلى مستثمريها. كما أدى إلى إنشاء هيئة الأوراق المالية والبورصات، التي تُعد الجهة التنظيمية الأساسية لصناديق الاستثمار المشتركة
- قانون الإيرادات لعام 1936: وضع هذا القانون المبادئ التوجيهية لفرض الضرائب على صناديق الاستثمار المشترك. وبموجبه، لا تُفرض ضرائب على دخل وأرباح الصناديق إذا استوفت شروطًا معينة ضمن قانون الإيرادات الداخلية الأمريكي؛ حيث يُمرَّر الدخل الخاضع للضريبة إلى المستثمرين، الذين يتحملون مسؤولية دفع الضرائب عنه. تشترط مصلحة الضرائب الأمريكية على هذه الصناديق تنويع استثماراتها، والحد من امتلاك الأوراق المالية ذات حقوق التصويت، وتوزيع معظم دخلها (من أرباح وفوائد ومكاسب رأسمالية صافية) على المستثمرين سنويًا، على أن يأتي أغلب هذا الدخل من الأوراق المالية والعملات.[27] يُحافظ على تصنيف هذا الدخل عند توزيعه للمستثمرين؛ فعلى سبيل المثال، إذا وُزّع الدخل على شكل أرباح، يبلغه المستثمر كدخل من أرباح في الإقرار الضريبي. لهذا السبب، تُعرف صناديق الاستثمار المشتركة غالبًا باسم "كيانات التدفق" أو "الكيانات العابرة"، لأنها تمرر الدخل والالتزامات الضريبية ذات الصلة مباشرة إلى مستثمريها.[بحاجة لمصدر]
- قانون شركة الاستثمار لعام 1940: يفرض هذا القانون قواعد خاصة على صناديق الاستثمار المشتركة، وتركّز أحكامه على الإفصاح أمام الجمهور عن المعلومات المرتبطة بالصندوق، وأهدافه الاستثمارية، وهيكله التشغيلي والإداري.
- قانون مستشاري الاستثمار لعام 1940: يُحدّد هذا القانون الإطار التنظيمي لمستشاري الاستثمار. ووفقًا له، يتوجب — مع بعض الاستثناءات — على الأفراد أو الشركات الذين يتلقون تعويضًا مقابل تقديم المشورة بشأن الاستثمارات المالية، التسجيل لدى هيئة الأوراق المالية والبورصات، والامتثال للوائح المصمّمة لحماية المستثمرين.[28]
- قانون تحسين أسواق الأوراق المالية الوطنية لعام 1996: منح هذا القانون الحكومة الفيدرالية سلطة وضع القواعد المنظمة، متفوقًا بذلك على بعض الهيئات التنظيمية في الولايات. ومع ذلك، لا تزال الولايات تحتفظ بصلاحية التحقيق في عمليات الاحتيال المتعلقة بصناديق الاستثمار المشتركة ومقاضاة مرتكبيها.

تُشرف على صناديق الاستثمار المشتركة هيئة إدارية تختلف حسب هيكلها القانوني: فإذا كانت منظمة كشركة، يُشرف عليها مجلس إدارة؛ وإذا كانت منظمة كصندوق ائتماني، يُشرف عليها مجلس أمناء.
وتقع على عاتق هذه الهيئة مسؤولية ضمان إدارة الصندوق بما يخدم مصالح المستثمرين. كما يتولى المجلس تعيين مدير الصندوق ومقدّمي الخدمات الآخرين، مثل الحافظ الأمين، والمدقق الخارجي، وشركة الإدارة
يتولى الراعي أو شركة إدارة الصندوق — والتي يُشار إليها غالبًا باسم "مدير الصندوق" — تنفيذ عمليات التداول (شراء وبيع الاستثمارات) بما يتماشى مع الهدف الاستثماري للصندوق. وتُعرف الصناديق التي تُدار من قبل نفس الشركة وتندرج تحت نفس العلامة التجارية باسم "عائلة الصناديق" أو "مجمع الصناديق

### الاتحاد الأوروبي
في الاتحاد الأوروبي، تخضع الصناديق الاستثمارية للقوانين والأنظمة المعمول بها في بلدان منشأها.
ومع ذلك، فقد أنشأ الاتحاد الأوروبي نظامًا للاعتراف المتبادل، يتيح بيع الصناديق المُنظَّمة في دولة عضو واحدة في جميع الدول الأخرى ضمن الاتحاد، بشرط امتثالها لمتطلبات محددة.
ويُستند هذا النظام إلى توجيه مؤسسات الاستثمار الجماعي في الأوراق المالية القابلة للتحويل لعام 2009، وتُعرف الصناديق التي تمتثل لهذا التوجيه باسم صناديق UCITS.

### كندا
تُنظَّم صناديق الاستثمار المشترك في كندا بشكل أساسي بموجب "الأداة الوطنية 81-102: صناديق الاستثمار المشترك"، والتي تُطبَّق بشكل منفصل من قبل كل مقاطعة أو إقليم. وتعمل هيئة الأوراق المالية الكندية على توحيد الإطار التنظيمي لهذه الصناديق في مختلف أنحاء كندا.

### هونغ كونغ
في سوق هونج كونج، يتم تنظيم صناديق الاستثمار المشتركة من قبل هيئتين:
- تقوم لجنة الأوراق المالية والعقود الآجلة (SFC) بوضع القواعد التي تنطبق على جميع صناديق الاستثمار المشتركة التي يتم تسويقها في هونج كونج.[30]
- تنطبق قواعد هيئة خطط صناديق الادخار الإلزامية (MPFA) فقط على صناديق الاستثمار المشتركة التي تُسوّق للاستخدام في حسابات التقاعد لسكان هونج كونج. عادةً ما تكون قواعد MPFA أكثر تقييدًا من قواعد SFC.[31]

### تايوان
في تايوان، تخضع صناديق الاستثمار المشتركة لتنظيم لجنة الرقابة المالية (FSC).

### الهند
تُنظَّم صناديق الاستثمار المشتركة في الهند من قِبَل مجلس الأوراق المالية والبورصة الهندي (SEBI)، وهو الجهة التنظيمية لسوق الأوراق المالية والسلع المملوكة لحكومة الهند، وذلك بموجب لوائح هيئة الأوراق المالية والبورصة الهندية (صناديق الاستثمار المشتركة) لعام 1996.
يتولى الجانب التنفيذي لصناعة صناديق الاستثمار المشترك جمعية AMFI، وهي جمعية تجارية تضم جميع شركات صناديق الاستثمار. تأسست AMFI في أغسطس 1995، وأطلقت حملة "صناديق الاستثمار المشترك Sahi Hai" في مارس 2017 لتعزيز وعي المستثمرين حول صناديق الاستثمار المشتركة في الهند.

## هياكل الصناديق
هناك ثلاثة هياكل أساسية لصناديق الاستثمار المشتركة: الصناديق المفتوحة ، وصناديق الاستثمار الوحدوية ، والصناديق المغلقة . صناديق الاستثمار المتداولة في البورصة (ETFs) هي صناديق مفتوحة أو صناديق استثمار وحدات يتم تداولها في البورصة.

### الصناديق المفتوحة
يتعين على صناديق الاستثمار المفتوحة أن تكون جاهزة لإعادة شراء ("استرداد") أسهمها من المستثمرين بالقيمة الصافية للأصول (NAV) التي تُحتسب يوميًا بناءً على أسعار الأوراق المالية التي يمتلكها الصندوق. في الولايات المتحدة، يجب أن تكون صناديق الاستثمار المفتوحة مستعدة لإعادة شراء الأسهم في نهاية كل يوم عمل. أما في بعض الولايات القضائية الأخرى، فقد يُطلب من الصناديق المفتوحة إعادة شراء الأسهم بفترات زمنية أطول. على سبيل المثال، لا يُلزم صناديق UCITS في أوروبا بقبول عمليات الاسترداد إلا مرتين شهريًا، رغم أن معظمها تقبل عمليات الاسترداد يوميًا.
تقوم معظم الصناديق المفتوحة أيضًا ببيع الأسهم للجمهور في كل يوم عمل، ويتم تسعير هذه الأسهم بناءً على القيمة الصافية للأصول.
غالبًا ما يُشار إلى الصناديق المفتوحة ببساطة باسم "الصناديق المشتركة".
في الولايات المتحدة، بنهاية عام 2019، كان هناك 7,945 صندوق استثمار مشترك مفتوح، بإجمالي أصول مجمعة بلغت 21.3 تريليون دولار، تمثل حوالي 83% من حجم صناعة صناديق الاستثمار الأمريكية.

### صناديق الاستثمار الوحدوية
يتم إصدار وحدات صناديق الاستثمار الوحدوية (UITs) للجمهور مرة واحدة فقط عند تأسيسها. تتمتع وحدات الـ UIT عادةً بفترة حياة محددة سلفًا عند إنشائها. يمكن للمستثمرين استرداد وحداتهم مباشرة من الصندوق في أي وقت، على غرار الصناديق المفتوحة، أو الانتظار حتى انتهاء مدة الصندوق لاستردادها. وفي حالات أقل شيوعًا، يمكن للمستثمرين بيع وحداتهم في السوق المفتوح
على عكس أنواع أخرى من صناديق الاستثمار المشتركة، لا تمتلك صناديق الاستثمار الوحدوية مدير استثمار محترفًا. إذ يتم تكوين محفظتها من الأوراق المالية عند تأسيس صندوق الـ UIT ولا تتغير بعد ذلك.
في الولايات المتحدة، في نهاية عام 2019، كان هناك 4571 صندوق استثمار عقاري مختلط، بإجمالي أصول مجمعة تقل عن 0.1 تريليون دولار. 

### الصناديق المغلقة
عادةً ما تصدر الصناديق المغلقة أسهمًا للجمهور مرة واحدة فقط، وذلك عند إنشائها من خلال طرح عام أولي. وبعد ذلك، تُدرج أسهمها في البورصة. يجب على المستثمرين الذين يرغبون في بيع أسهمهم القيام بذلك من خلال بيعها لمستثمرين آخرين في السوق؛ إذ لا يمكنهم إعادة بيع الأسهم مباشرة إلى الصندوق. وقد يختلف السعر الذي يحصل عليه المستثمرون مقابل أسهمهم عن القيمة الصافية للأصول بشكل كبير؛ فقد يكون أعلى من القيمة الصافية للأصول (أي بعلاوة)، أو — وهو الأمر الأكثر شيوعًا — أقل منها (أي بخصم)
في الولايات المتحدة، في نهاية عام 2019، كان هناك 500 صندوق استثمار مشترك مغلق بأصول مجمعة تبلغ 0.28 تريليون دولار.

## تصنيف الصناديق حسب أنواع الاستثمارات الأساسية
يمكن تصنيف صناديق الاستثمار المشتركة بناءً على نوع الأصول الرئيسية التي تستثمر فيها، كما هو مذكور في نشرة الاكتتاب ووفقًا لهدفها الاستثماري. وتنقسم إلى أربع فئات رئيسية:
1. صناديق سوق النقد،
2. صناديق السندات أو الدخل الثابت،
3. صناديق الأسهم أو الأسهم العادية،
4. الصناديق الهجينة (التي تجمع بين الأسهم والسندات).

وبالإضافة إلى هذه الفئات الأساسية، يمكن تصنيف الصناديق أيضًا حسب هدفها الاستثماري، أو نهجها الاستثماري، أو مجالات تركيزها المحددة..
يتم تحديد أنواع الأوراق المالية التي يُسمح لصندوق استثمار معين بالاستثمار فيها ضمن "نشرة الصندوق"، وهي وثيقة قانونية تُحدد بوضوح هدف الصندوق الاستثماري، ونهجه الاستثماري، ونوع الاستثمارات المسموح بها.
- هدف الاستثمار يوضح نوع العائد الذي يسعى الصندوق إلى تحقيقه. فعلى سبيل المثال، تسعى صناديق "نمو رأس المال" عادةً إلى تحقيق عوائدها الرئيسية من ارتفاع أسعار الأوراق المالية التي تمتلكها، بدلاً من الاعتماد على الدخل الناتج من توزيعات الأرباح أو الفوائد.
- نهج الاستثمار يشرح المعايير والإستراتيجيات التي يستخدمها مدير الصندوق عند اختيار الاستثمارات المناسبة للصندوق.

.يمكن تصنيف صناديق السندات، وصناديق الأسهم، والصناديق الهجينة إلى نوعين رئيسيين من حيث أسلوب إدارتها: صناديق المؤشرات (ذات الإدارة السلبية) وصناديق الإدارة النشطة.
الاستثمارات البديلة التي تتضمن تقنيات متقدمة مثل التحوط تُعرف باسم "البدائل السائلة" (Liquid Alternatives).

### صناديق أسواق المال
تستثمر صناديق سوق النقد في أدوات سوق المال، وهي أوراق مالية ذات دخل ثابت ومدة استحقاق قصيرة جدًا وجودة ائتمانية عالية. غالبًا ما يستخدم المستثمرون صناديق سوق النقد كبديل لحسابات التوفير المصرفية، على الرغم من أن هذه الصناديق غير مؤمّنة من قبل الحكومة، على عكس حسابات التوفير.
في الولايات المتحدة، يجوز لصناديق سوق النقد المباعة للمستثمرين الأفراد، وكذلك الصناديق المستثمرة في الأوراق المالية الحكومية، الحفاظ على قيمة صافية مستقرة للأصول تبلغ دولارًا واحدًا للسهم، بشرط استيفاء متطلبات معينة. أما صناديق سوق النقد المخصصة للمستثمرين المؤسسيين والتي تستثمر في أوراق مالية غير حكومية، فيجب أن تحسب صافي قيمة الأصول استنادًا إلى القيمة السوقية للأوراق المالية المحتفظ بها داخل الصندوق.
في الولايات المتحدة، بلغت أصول صناديق سوق النقد 3.6 تريليون دولار في نهاية عام 2019، ما يمثل 14٪ من إجمالي صناعة صناديق الاستثمار.

### صناديق السندات
تستثمر صناديق السندات في الأوراق المالية ذات الدخل الثابت أو أدوات الدين. ويمكن تصنيف صناديق السندات بناءً على ما يلي:
- الأنواع المحددة من السندات المملوكة (مثل السندات ذات العائد المرتفع أو السندات غير المرغوب فيها ، أو سندات الشركات ذات الدرجة الاستثمارية، أو السندات الحكومية أو السندات البلدية )
- تاريخ استحقاق السندات المملوكة (أي قصيرة الأجل أو متوسطة الأجل أو طويلة الأجل)
- بلد إصدار السندات (مثل الولايات المتحدة أو الأسواق الناشئة أو العالمية)
- المعاملة الضريبية للفائدة المستلمة (خاضعة للضريبة أو معفاة من الضرائب)

في الولايات المتحدة، في نهاية عام 2019، بلغت الأصول في صناديق السندات (بجميع أنواعها) 5.7 تريليون دولار، وهو ما يمثل 22٪ من حجم الصناعة.

### صناديق الأسهم
تستثمر صناديق الأسهم أو صناديق حقوق الملكية في الأسهم العادية. وقد تركز هذه الصناديق على منطقة معينة من سوق الأوراق المالية، مثل:
- الأسهم من صناعة معينة فقط
- الأسهم من بلد أو منطقة محددة
- أسهم الشركات التي تشهد نموًا قويًا
- الأسهم التي يعتبرها مديرو المحافظ ذات قيمة جيدة مقارنة بقيمة أعمال الشركة
- الأسهم التي تدفع أرباحًا عالية وتوفر الدخل
- الأسهم ضمن نطاق معين من القيمة السوقية

في الولايات المتحدة، في نهاية عام 2019، بلغت الأصول في صناديق الأسهم (من جميع الأنواع) 15.0 تريليون دولار، وهو ما يمثل 58٪ من الصناعة.
تُعرف الصناديق التي تستثمر في عدد صغير نسبيًا من الأسهم باسم "صناديق التركيز".

### الصناديق الهجينة
تستثمر الصناديق الهجينة في الأسهم والسندات أو الأوراق المالية القابلة للتحويل. من أنواعها: الصناديق المتوازنة، وصناديق تخصيص الأصول، وصناديق السندات القابلة للتحويل، وصناديق تاريخ الهدف (أو المخاطر المستهدفة)، وصناديق دورة الحياة (أو نمط الحياة). يمكن تفسير أداء هذه الصناديق عبر عوامل الأسهم (مثل نموذج فاما-فرينتش ثلاثي العوامل)، وعوامل السندات (مثل العائد الزائد لمؤشر السندات الحكومية)، وعوامل الخيارات (مثل التقلبات الضمنية في سوق الأسهم)، وعوامل الصندوق (مثل صافي المعروض من السندات القابلة للتحويل).
يمكن هيكلة الصناديق الهجينة كصندوق صناديق، أي أنها تستثمر عبر شراء أسهم في صناديق استثمار مشتركة أخرى تستثمر في الأوراق المالية. تستثمر العديد من صناديق الاستثمار في صناديق تابعة (أي تديرها نفس شركة إدارة الصندوق)، بينما يستثمر بعضها في صناديق غير تابعة (تديرها شركات إدارة أخرى) أو في مزيج من الاثنين.
في الولايات المتحدة، بلغت الأصول في الصناديق الهجينة 1.6 تريليون دولار في نهاية عام 2019، وهو ما يمثل 6% من الصناعة. 

### صناديق أخرى
يمكن أن تستثمر الصناديق في السلع أو الاستثمارات الأخرى.

## المصروفات
يدفع المستثمرون في صناديق الاستثمار المشتركة مصاريف الصندوق. بعض هذه المصاريف تُخصم مباشرة من قيمة حساب المستثمر، بينما يدفع الصندوق نفقات أخرى تُخصم من صافي قيمة الأصول.
تنقسم هذه المصروفات إلى خمس فئات:

### رسوم الإدارة
تُدفع رسوم الإدارة من قبل الصندوق إلى شركة الإدارة أو الراعي الذي ينظم الصندوق، ويقدم خدمات إدارة المحفظة أو الاستشارات الاستثمارية، وغالبًا ما يُقرض علامته التجارية للصندوق. قد يقدم مدير الصندوق أيضًا خدمات إدارية أخرى. عادةً ما تكون رسوم الإدارة ذات نقاط توقف، مما يعني أنها تنخفض كنسبة مئوية مع زيادة المبلغ المستثمر (سواء في الصندوق المحدد أو في عائلة الصناديق ككل). يقوم مجلس إدارة الصندوق بمراجعة رسوم الإدارة سنويًا. يجب على مساهمي الصندوق التصويت على أي زيادة مقترحة، لكن يمكن لمدير الصندوق أو الراعي الموافقة على التنازل عن بعض أو كل رسوم الإدارة بهدف خفض نسبة مصاريف الصندوق.
عادةً ما تفرض صناديق المؤشرات رسوم إدارة أقل من صناديق الاستثمار ذات الإدارة النشطة.

### رسوم التوزيع
عندما تُفرض هذه المصروفات بشكل منفصل، تُستخدم رسوم التوزيع لتغطية تكاليف التسويق، وتوزيع أسهم الصندوق، وتقديم الخدمات للمستثمرين. وهناك ثلاثة أنواع من رسوم التوزيع.
- رسوم التحميل أو المبيعات الأمامية: هي عمولة يدفعها المستثمر لوسيط عند شراء أسهم الصندوق، وتُحتسب كنسبة مئوية من المبلغ المستثمر الإجمالي (سعر الطرح العام، وهو صافي قيمة الأصول زائد الحمل الأولي لكل سهم). غالبًا ما تقل هذه الرسوم مع زيادة المبلغ المستثمر عبر نقاط التوقف. يدفعها المستثمر وتُخصم من المبلغ المستثمر.
- تحميل الجزء الخلفي: هي رسوم يدفعها المستثمر عند استرداد الأسهم. إذا كانت هذه الرسوم تقل كلما طالت مدة الاحتفاظ بالأسهم، تسمى رسوم مبيعات مؤجلة مشروطة (CDSC). يدفعها المستثمر وتُخصم من عائدات الاسترداد.
- رسوم التوزيع والخدمات: رسوم سنوية تعوض موزع أسهم الصندوق عن الخدمات المستمرة للمستثمرين. في الولايات المتحدة تُعرف أحيانًا باسم رسوم 12b-1، نسبةً إلى القاعدة التي أصدرتها لجنة الأوراق المالية والبورصات الأمريكية. تُدفع هذه الرسوم من قبل الصندوق وتُخفض من صافي قيمة الأصول.

تختلف رسوم التوزيع بشكل عام لكل فئة من الأسهم.

### رسوم معاملات الأوراق المالية التي يتحملها الصندوق
يدفع صندوق الاستثمار المشترك نفقات شراء وبيع الأوراق المالية في محفظته، والتي قد تشمل عمولات الوساطة. عادةً ما ترتبط هذه التكاليف بشكل إيجابي بحجم التداول.

### رسوم معاملات المساهمين
قد يُطلب من المساهمين دفع رسوم عند إجراء معاملات معينة، مثل شراء أو بيع أسهم الصندوق. كما قد يفرض الصندوق رسومًا مقابل إدارة حسابات التقاعد الفردية للمستثمرين
تفرض بعض الصناديق رسوم استرداد إذا باع المستثمر أسهمه خلال فترة قصيرة من شرائها (عادة 30 أو 60 أو 90 يومًا). تُحسب هذه الرسوم كنسبة مئوية من مبلغ البيع. ولا تُحتسب رسوم معاملات المساهمين ضمن نسبة المصروفات.

### رسوم خدمات الصندوق
قد يدفع صندوق الاستثمار المشترك مقابل خدمات أخرى بما في ذلك:
- رسوم ومصاريف مجلس الإدارة أو مجلس الأمناء
- رسوم الحراسة: تُدفع إلى البنك الوصي مقابل حفظ محفظة الصندوق في مكان آمن وجمع الدخل المستحق على الأوراق المالية
- رسوم إدارة الصندوق : للإشراف على جميع الشؤون الإدارية مثل إعداد البيانات المالية وتقارير المساهمين، وملفات لجنة الأوراق المالية والبورصات، ومراقبة الامتثال، وحساب العائدات الإجمالية ومعلومات الأداء الأخرى، وإعداد/تقديم الإقرارات الضريبية وجميع نفقات الحفاظ على الامتثال لقوانين الدولة.
- رسوم محاسبة الصناديق: لأداء خدمات محاسبة الاستثمار أو الأوراق المالية وحساب صافي قيمة الأصول (عادةً كل يوم تكون فيه بورصة نيويورك مفتوحة)
- رسوم الخدمات المهنية: الرسوم القانونية ورسوم التدقيق
- رسوم التسجيل: تُدفع إلى هيئة الأوراق المالية والبورصات والهيئات التنظيمية للأوراق المالية في الولايات
- مصاريف اتصالات المساهمين: طباعة وإرسال المستندات المطلوبة إلى المساهمين مثل تقارير المساهمين والنشرات الاكتتابية
- رسوم وتكاليف خدمة وكيل النقل: لحفظ سجلات المساهمين، وتقديم البيانات والنماذج الضريبية للمستثمرين وتوفير الدعم والخدمات للمستثمرين عبر الهاتف والإنترنت أو غير ذلك
- رسوم أخرى/متفرقة

قد يوافق مدير الصندوق أو الراعي على تغطية بعض هذه الرسوم.

### نسبة المصروفات
نسبة المصروفات هي إجمالي الرسوم والمصاريف السنوية للصندوق مقسومة على متوسط صافي الأصول. عادةً ما تشمل رسوم الإدارة ورسوم خدمات الصندوق، بينما تستبعد الأحمال الأمامية والخلفية، ورسوم معاملات الأوراق المالية، ورسوم معاملات المساهمين.
لتسهيل مقارنة المصروفات، يشترط المنظمون على الصناديق استخدام صيغة موحدة لحساب نسبة المصروفات والإفصاح عنها.

### صندوق بدون تحميل
في الولايات المتحدة، لا يجوز لصندوق يُسمى "بدون تحميل" فرض أي رسوم أولية أو خلفية، كما لا يمكن أن تتجاوز رسوم التوزيع والخدمات 0.25% من أصول الصندوق.

### الجدل حول الرسوم والمصروفات
يزعم منتقدو صناعة صناديق الاستثمار أن المصروفات العديد من صناديق الاستثمار المشتركة مرتفعة للغاية. ويعتقدون أن سوق صناديق الاستثمار المشتركة ليس تنافسيًا كما ينبغي، وأن هناك في كثير من الأحيان العديد من الرسوم المخفية التي تجعل من الصعب على المستثمرين فهم الرسوم التي يدفعونها وتقليلها. كما يزعمون أن الطريقة الأكثر فعالية للمستثمرين لزيادة العائدات من صناديق الاستثمار المشتركة هي الاستثمار في صناديق ذات نسب مصروفات منخفضة.
يُرد مديرو الصناديق بأن الرسوم تُحدد في سوق شديدة التنافسية، وبالتالي تعكس القيمة التي يمنحها المستثمرون للخدمة المقدمة. كما يشيرون إلى أن الرسوم معلنة بوضوح.

## تعريفات المصطلحات الرئيسية

### متوسط العائد السنوي الإجمالي
يتعين على صناديق الاستثمار المشتركة في الولايات المتحدة الإبلاغ عن متوسط معدلات العائد السنوي المركب لفترات مدتها سنة واحدة وخمس سنوات وعشر سنوات باستخدام الصيغة التالية 
P × (1+ T) n = ERV
حيث:
P = دفعة أولية افتراضية قدرها 1000 دولار
T = متوسط العائد السنوي الإجمالي (كنسبة مئوية مقسومة على 100، على سبيل المثال، 0.05 لعائد 5٪)
ن = عدد السنوات
ERV = القيمة القابلة للاسترداد النهائية لمدفوعات افتراضية بقيمة 1000 دولار يتم دفعها في بداية الفترات التي تبلغ سنة واحدة أو خمس سنوات أو عشر سنوات في نهاية تلك الفترات (أو جزء جزئي).

### صافي قيمة الأصول
تساوي القيمة الصافية لأصول الصندوق (NAV) القيمة السوقية الحالية لممتلكات الصندوق مطروحًا منها التزامات الصندوق (ويُشار إلى هذا الرقم أحيانًا باسم 'الأصول الصافية' للصندوق). ويتم التعبير عنها عادةً كمبلغ لكل سهم، يُحسب عن طريق قسمة الأصول الصافية على عدد أسهم الصندوق القائمة. يجب على الصناديق حساب صافي قيمة أصولها وفقًا للقواعد المنصوص عليها في نشراتها، حيث يقوم معظمها بحساب صافي قيمة أصولها في نهاية كل يوم عمل.
غالبًا ما يكون تقييم الأوراق المالية في محفظة الصندوق هو الجزء الأصعب في حساب القيمة الصافية للأصول. ويشرف مجلس إدارة الصندوق عادةً على عملية تقييم هذه الأوراق المالية.

### فئات الأسهم
قد يوفر صندوق الاستثمار المشترك للمستثمرين خيارًا من مجموعات مختلفة من الرسوم الأمامية والخلفية ورسوم التوزيع والخدمات، من خلال تقديم عدة أنواع مختلفة من الأسهم، المعروفة باسم فئات الأسهم. جميع هذه الفئات تستثمر في نفس محفظة الأوراق المالية، لكن لكل فئة نفقات مختلفة، وبالتالي قيم صافية للأصول وأداء مالي مختلف. قد تتوفر بعض فئات الأسهم فقط لأنواع معينة من المستثمرين
الفئات النموذجية للأسهم التي تُباع من خلال السماسرة أو الوسطاء الآخرين في الولايات المتحدة هي:
- عادةً ما تفرض أسهم الفئة (A) رسوم مبيعات أولية بالإضافة إلى رسوم توزيع وخدمات صغيرة.
- لا تتحمل أسهم الفئة (B) عادةً رسوم مبيعات أولية، لكنها تتحمل بدلاً من ذلك رسوم مبيعات مؤجلة مشروطة (CDSC) مرتفعة تتناقص تدريجيًا على مدار عدة سنوات، إلى جانب رسوم 12b-1 عالية. وعادةً ما تتحول أسهم الفئة (B) تلقائيًا إلى أسهم من الفئة (أ) بعد الاحتفاظ بها لفترة زمنية معينة.
- عادةً ما تكون رسوم التوزيع والخدمات على أسهم الفئة (C) مرتفعة، بالإضافة إلى رسوم مبيعات مؤجلة مشروطة متواضعة تُلغى بعد عام أو عامين. وعادةً لا تتحول أسهم الفئة (C إلى فئة أخرى، وتُعرف هذه الأسهم غالبًا باسم أسهم "مستوى التحميل
- تخضع الفئة الأولى عادةً لمتطلبات استثمار دنيا عالية جدًا، ولذلك تُعرف بأسهم "المؤسساتية". وهي أسهم بدون تحميل.
- تُستخدم الفئة (R) عادةً في خطط التقاعد مثل خطط 401(k). وغالبًا لا تتقاضى أعباء مالية، لكنها تتحمل رسومًا صغيرة للتوزيع والخدمات.

غالبًا ما تحتوي الصناديق الخالية من العبء في الولايات المتحدة على فئتين من الأسهم:
- لا تفرض أسهم الفئة الأولى أي رسوم توزيع أو خدمات.
- بينما تفرض أسهم الفئة (N) رسوم توزيع وخدمات لا تتجاوز 0.25% من أصول الصندوق.

لا تفرض أي فئة من الأسهم عادةً رسومًا أمامية أو خلفية.

### معدل دوران المحفظة
مثل معدل دوران المحفظة مقياسًا لحجم تداول الأوراق المالية داخل الصندوق، ويُعبّر عنه كنسبة مئوية من متوسط القيمة السوقية للأوراق المالية طويلة الأجل في المحفظة.
يُحسب معدل دوران المحفظة بناءً على الحد الأدنى بين إجمالي مشتريات أو مبيعات الصندوق خلال سنة معينة، مقسومًا على متوسط القيمة السوقية للأوراق المالية طويلة الأجل خلال نفس الفترة.
وإذا كانت الفترة المشمولة أقل من عام، فعادةً ما يُحسب حجم المبيعات على أساس سنوي.

## قراءة إضافية
- Pozen، Robert؛ Hamacher، Theresa (2015). The Fund Industry: How Your Money is Managed (ط. 2nd). هوبوكين (نيوجيرسي): Wiley. ISBN:978-1118929940. مؤرشف من الأصل في 2025-03-06.
- Lemke، Thomas P.؛ Lins، Gerald T.؛ Smith، A. Thomas (6 مارس 1997). Regulation of Investment Companies. LexisNexis. ISBN:978-0-8205-2005-6. مؤرشف من الأصل في 2025-03-04.
- Lemke، Thomas P.؛ Lins، Gerald T.؛ McGuire، W. John (18 ديسمبر 2020). Regulation of Exchange-Traded Funds. LexisNexis. ISBN:978-0-7698-9131-6. مؤرشف من الأصل في 2025-03-04.
- Ammann، Manuel؛ Kind، Axel؛ Wilde، Christian (2010). "What drives the performance of convertible-bond funds?" (PDF). Journal of Banking and Finance. ج. 34 ع. 11: 2600–2613. DOI:10.1016/j.jbankfin.2010.04.016. مؤرشف من الأصل (PDF) في 2024-09-14.

## روابط خارجية
- صناديق الاستثمار المشتركة وصناديق الاستثمار المتداولة: دليل للمستثمرين - هيئة الأوراق المالية والبورصات الأمريكية